# Miles Jones
Miles Jones (né le 17 décembre 1987 à Kingston upon Thames en Angleterre) est un footballeur international barbadien désormais retraité.
Il compte deux sélections en sélection nationale de Barbade.

## Carrière
- 2004-2006 : Woking FC  Angleterre
- 2006-2007 : Hayes FC  Angleterre
- 2006 : → Corinthian-Casuals FC (prêt)  Angleterre
- 2007 : Hayes & Yeading United  Angleterre
- 2007 : Aldershot Town  Angleterre
- 2007-2008 : Waltham Forest  Angleterre
- 2008-2010 : Harrow Borough  Angleterre[2]